# Sauveterre (Gers)
Sauveterre – miejscowość i gmina we Francji, w regionie Oksytania, w departamencie Gers.
Według danych na rok 1990 gminę zamieszkiwało 219 osób, a gęstość zaludnienia wynosiła 13 osób/km² (wśród 3020 gmin regionu Midi-Pireneje Sauveterre plasuje się na 844. miejscu pod względem liczby ludności, natomiast pod względem powierzchni na miejscu 680.).